# Thoma-Simplex
Ein Thoma-Simplex ist in der Mathematik ein unendlich-dimensionales Simplex, das man in der Darstellungstheorie unendlicher Gruppen benötigt. Das Simplex ist ein geschlossener Unterraum des abzählbar unendlichen Produktraumes
{\displaystyle [0,1]^{\infty }\times [0,1]^{\infty }}
und besteht aus Paaren von unendlichen reellen Folgen.
Das Thoma-Simplex ist nach Elmar Thoma benannt, der 1964 die abzählbar unendliche symmetrische Gruppe
{\displaystyle S_{\infty }=\bigcup \limits _{n}S_{n}}
untersuchte und eine Klassifikation aller Charaktere {\displaystyle \chi _{p}} durch Elemente des Thoma-Simplex fand.

## Thoma-Simplex
Ein Thoma-Simplex ist die Menge der Paare {\displaystyle (\alpha ,\beta )} bestehend aus reellen Folgen {\displaystyle \alpha :=(\alpha _{i}),\beta :=(\beta _{i})}, so dass
{\displaystyle (\alpha _{1}\geq \alpha _{2}\geq \alpha _{3}\geq \cdots \geq 0),\quad (\beta _{1}\geq \beta _{2}\geq \beta _{3}\geq \cdots \geq 0),\quad \sum \limits _{i=1}^{\infty }(\alpha _{i}+\beta _{i})\leq 1}
gilt. Weiter definiert man {\displaystyle \gamma :=1-\sum \limits _{i=1}^{\infty }(\alpha _{i}+\beta _{i})}.